# Povina
Povina je naseljeno mjesto u okrugu Kysucké Nové Mesto u Žilinskom kraju u Slovačkoj.

## Stanovništvo
| Godina:     | 1993. | 2003.   | 2013.   | 2023.   |
| ----------- | ----- | ------- | ------- | ------- |
| Broj ljudi: | 1105  | 1107    | 1163    | 1146    |
| Razlika:    |       | +0,18 % | +5,05 % | -1,46 % |

| Godina:     | 2022. | 2023.   |
| ----------- | ----- | ------- |
| Broj ljudi: | 1163  | 1146    |
| Razlika:    |       | -1,46 % |

Prema podatcima o broju stanovnika iz 2023. godine naselje je imalo 1146 stanovnika.

## Vanjske poveznice
|  | Zajednički poslužitelj ima još gradiva o temi Povina |

- Službena stranica naselja (sl.)